# Liste der Baudenkmäler im Kreis Wesel

Kreis Wesel

Die Liste der Baudenkmäler im Kreis Wesel umfasst:
- Liste der Baudenkmäler in Alpen
- Liste der Baudenkmäler in Dinslaken
- Liste der Baudenkmäler in Hamminkeln
- Liste der Baudenkmäler in Hünxe
- Liste der Baudenkmäler in Kamp-Lintfort
- Liste der Baudenkmäler in Moers
- Liste der Baudenkmäler in Neukirchen-Vluyn
- Liste der Baudenkmäler in Rheinberg
- Liste der Baudenkmäler in Schermbeck
- Liste der Baudenkmäler in Sonsbeck
- Liste der Baudenkmäler in Voerde (Niederrhein)
- Liste der Baudenkmäler in Wesel
- Liste der Baudenkmäler in Xanten

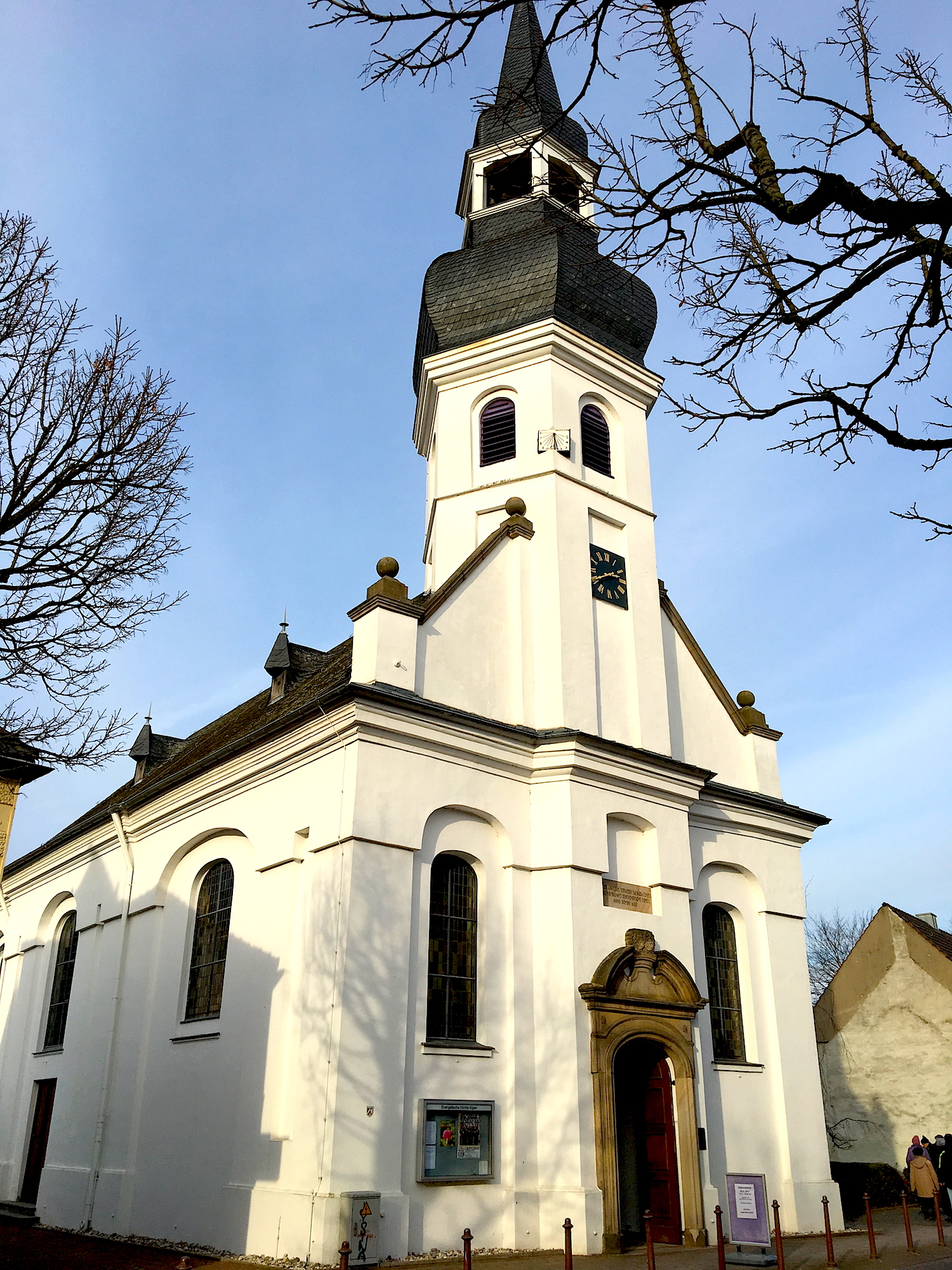
Ev. Pfarrkirchen (Alpen (Niederrhein))
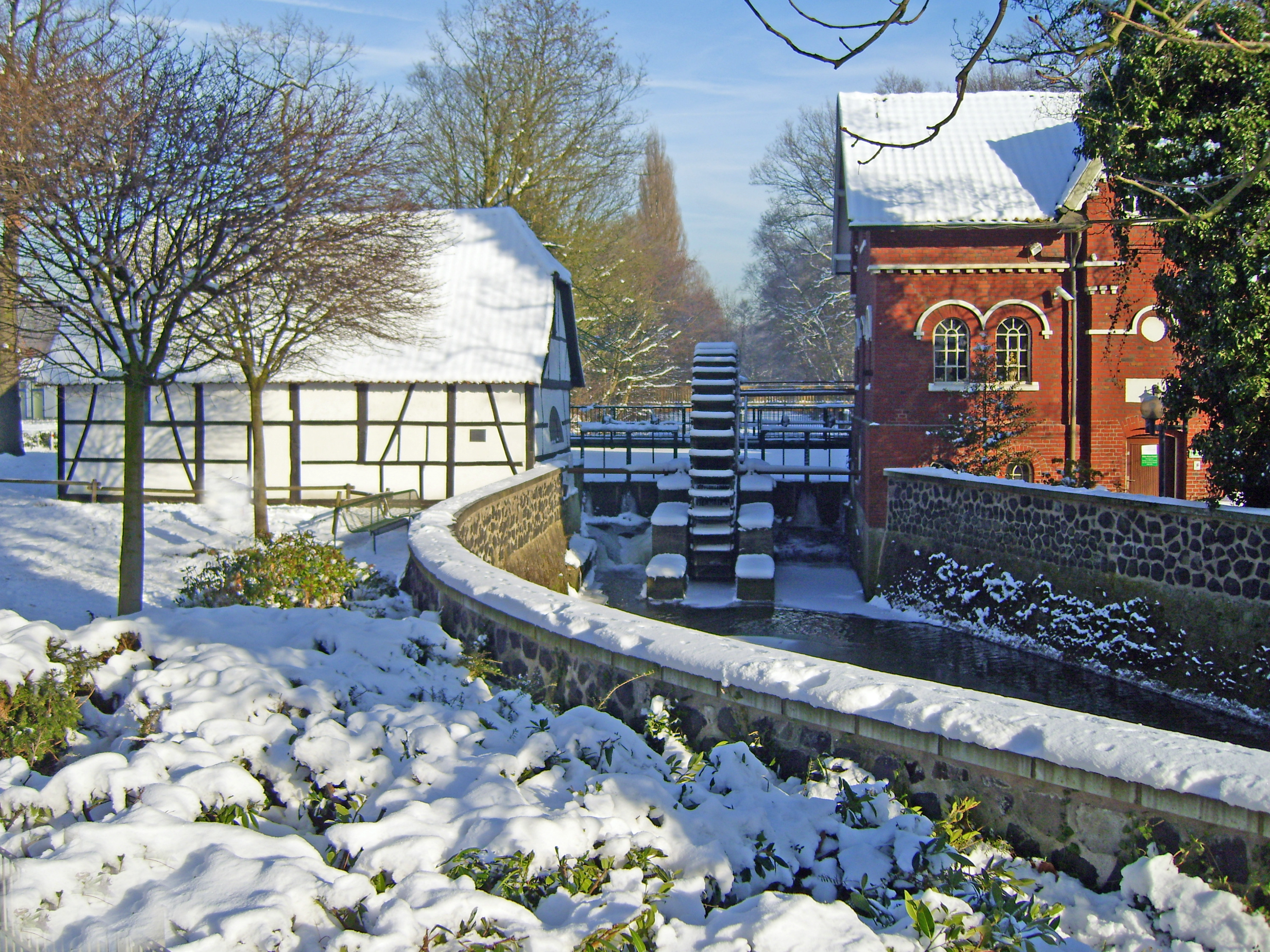
Wassermühle am Rotbach Hiesfeld (Dinslaken)
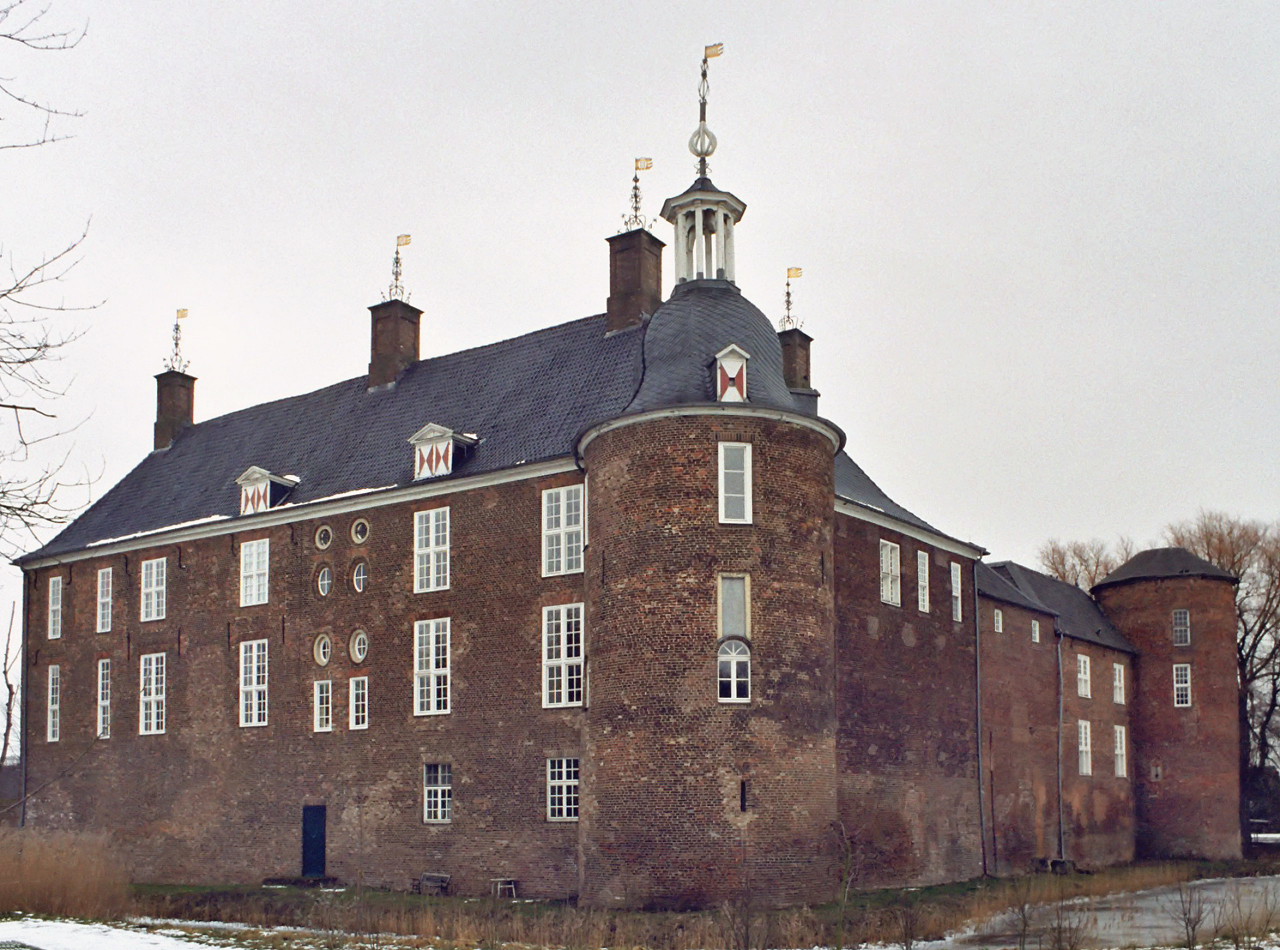
Schloss Ringenberg (Hamminkeln)
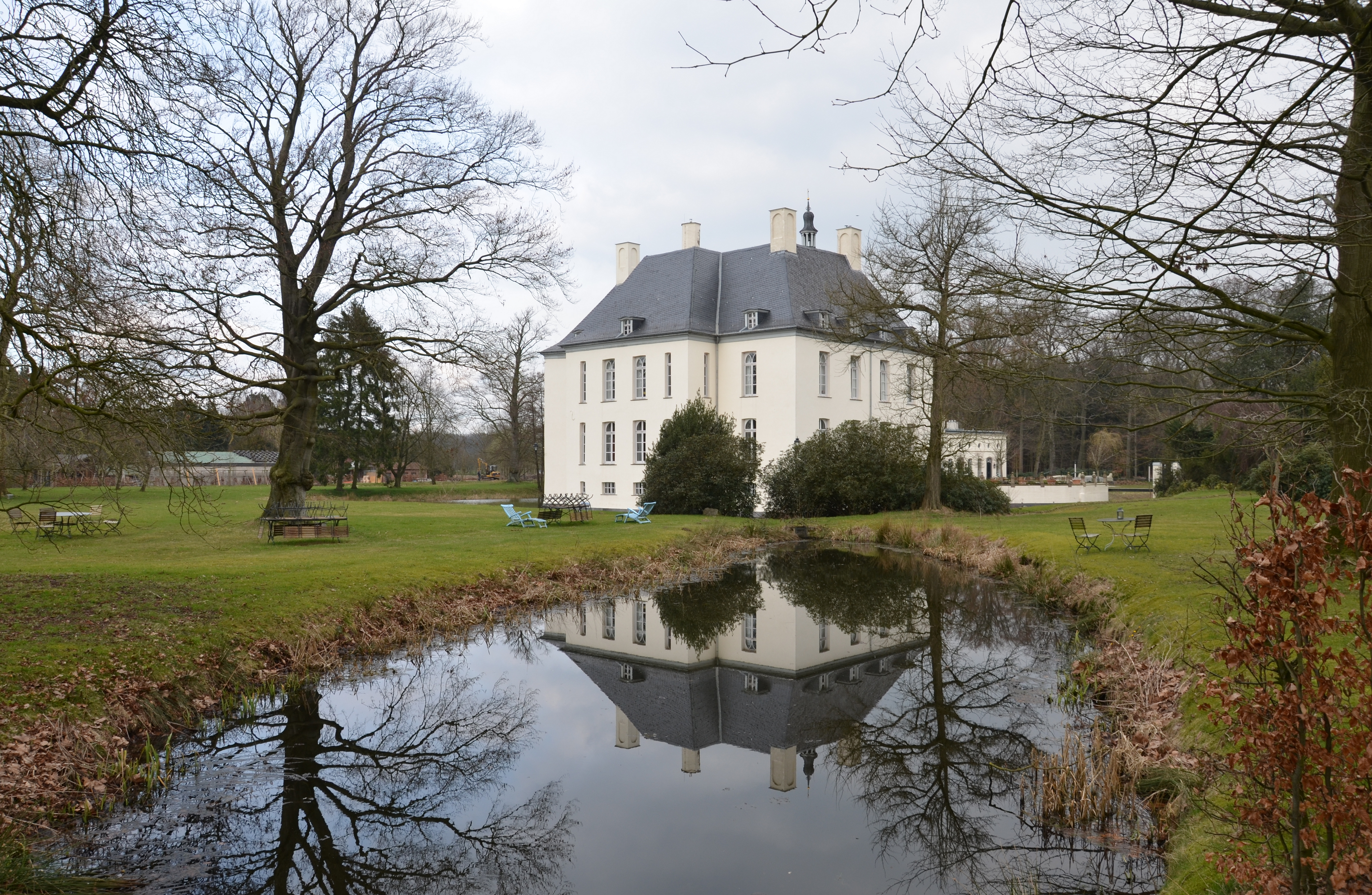
Schloss Gartrop Gartrop-Bühl (Hünxe)
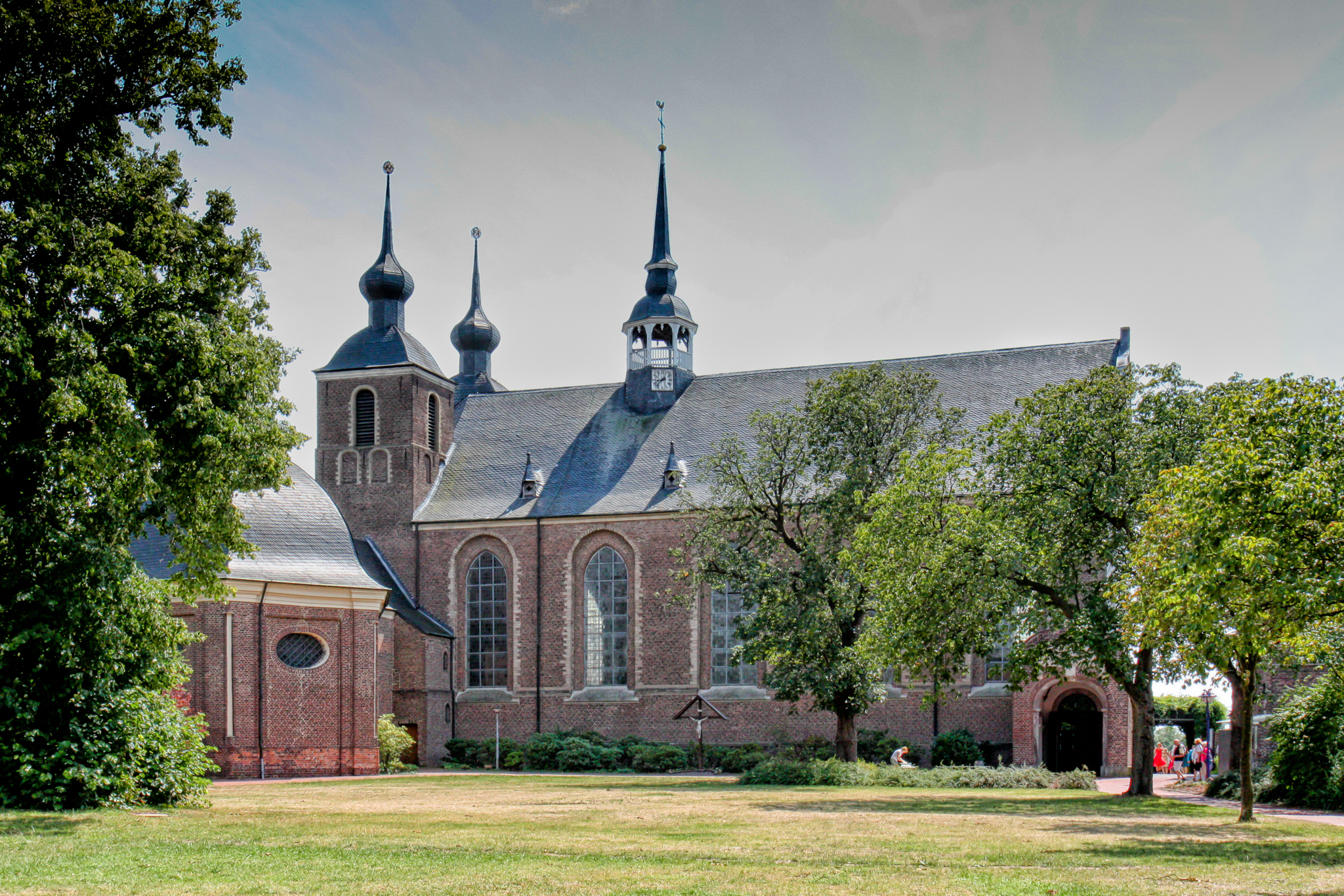
Kloster Kamp – Abteikirche (Kamp-Lintfort)
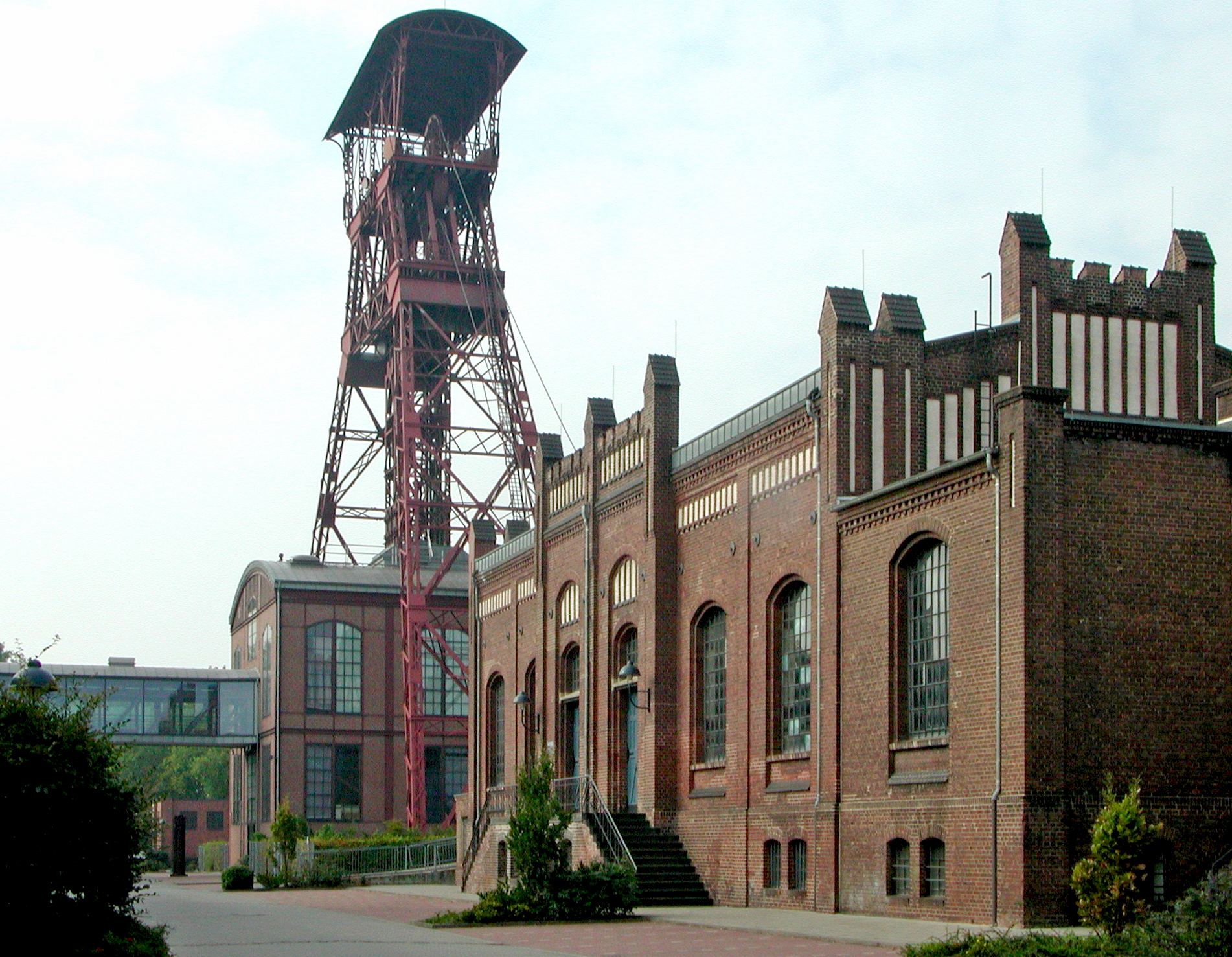
Zeche Rheinpreußen (Moers)
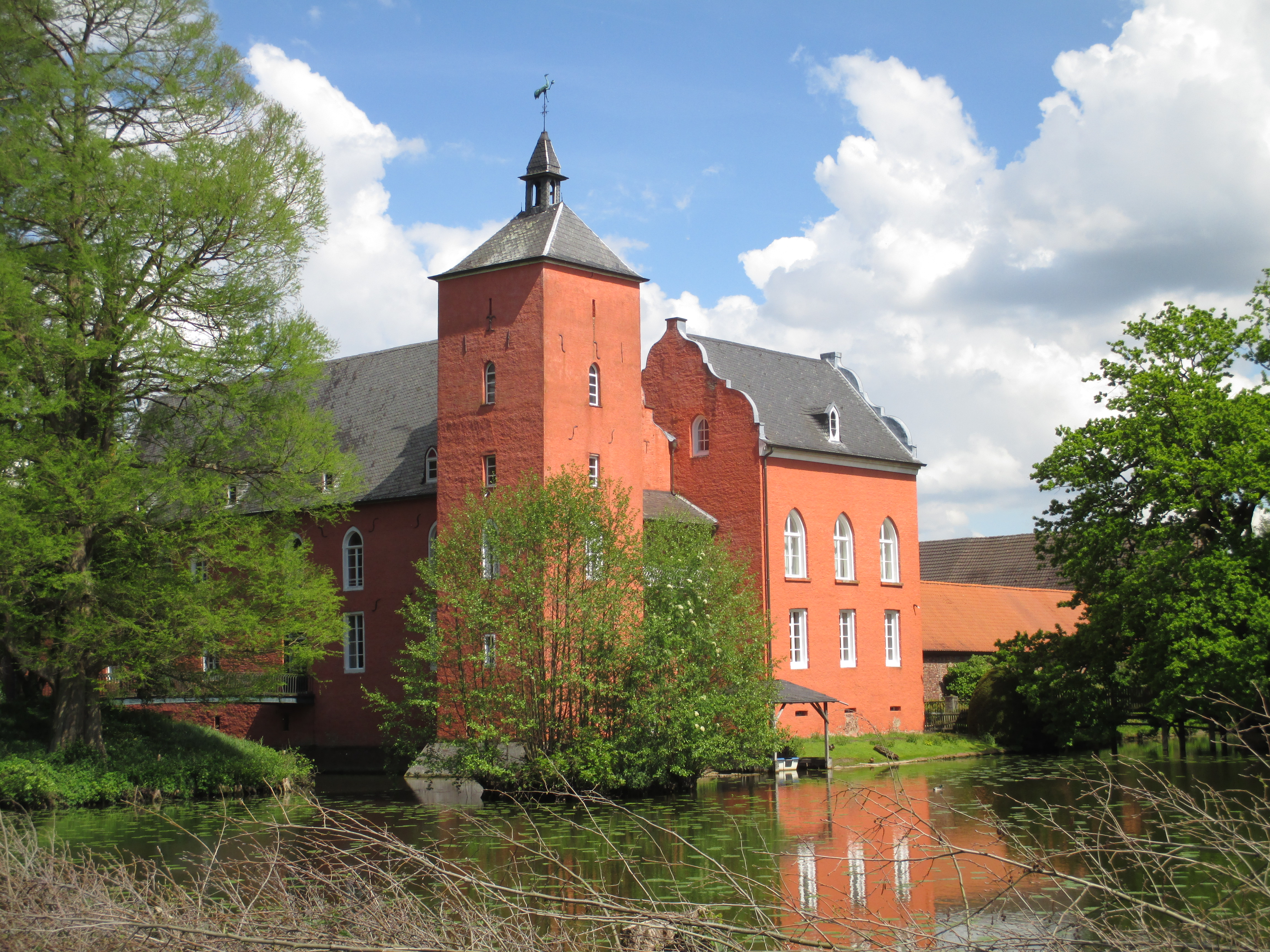
Wasserschloss Bloemersheim (Neukirchen-Vluyn)
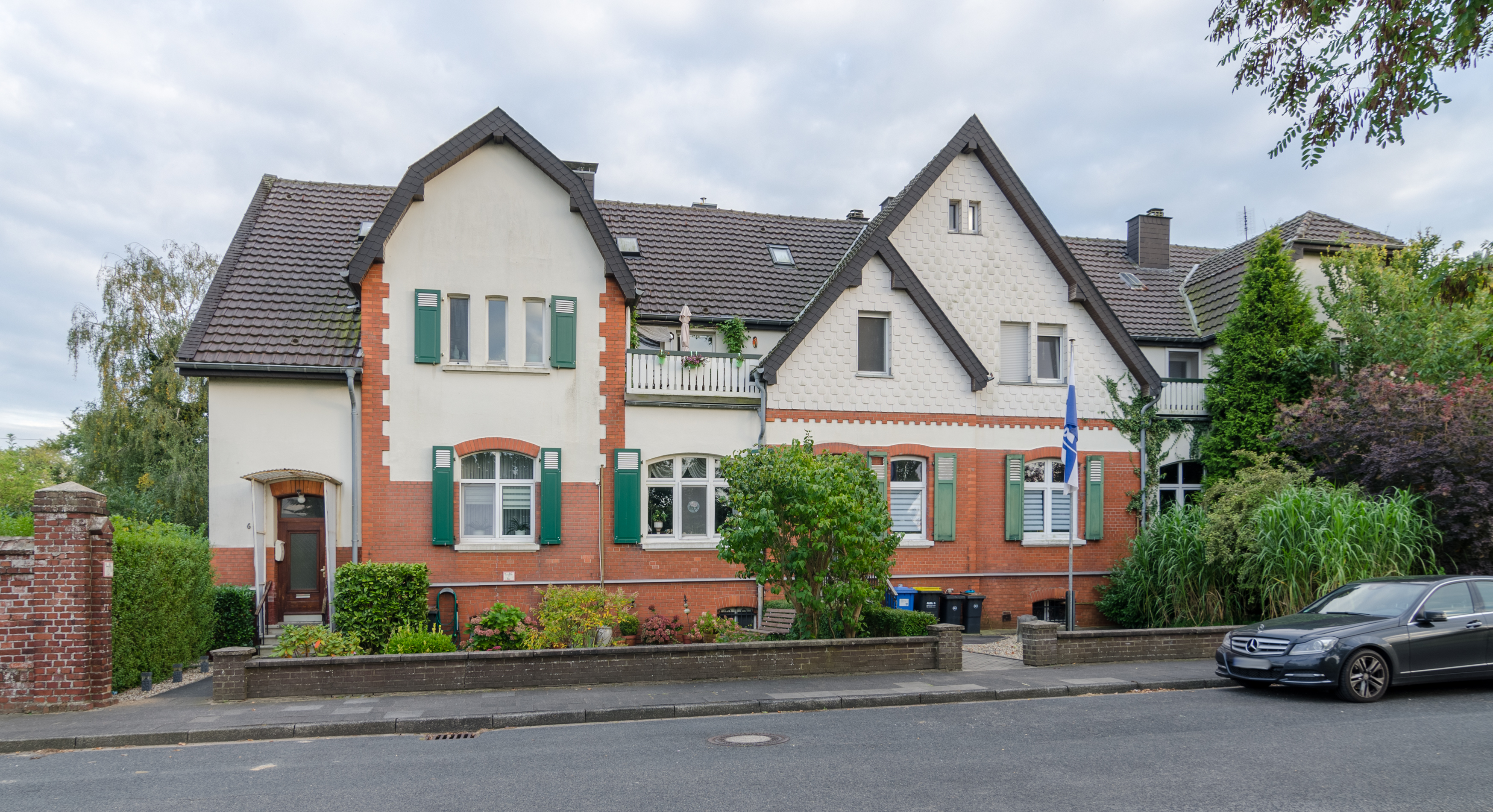
Solvay-Werkssiedlungshaus (Rheinberg)
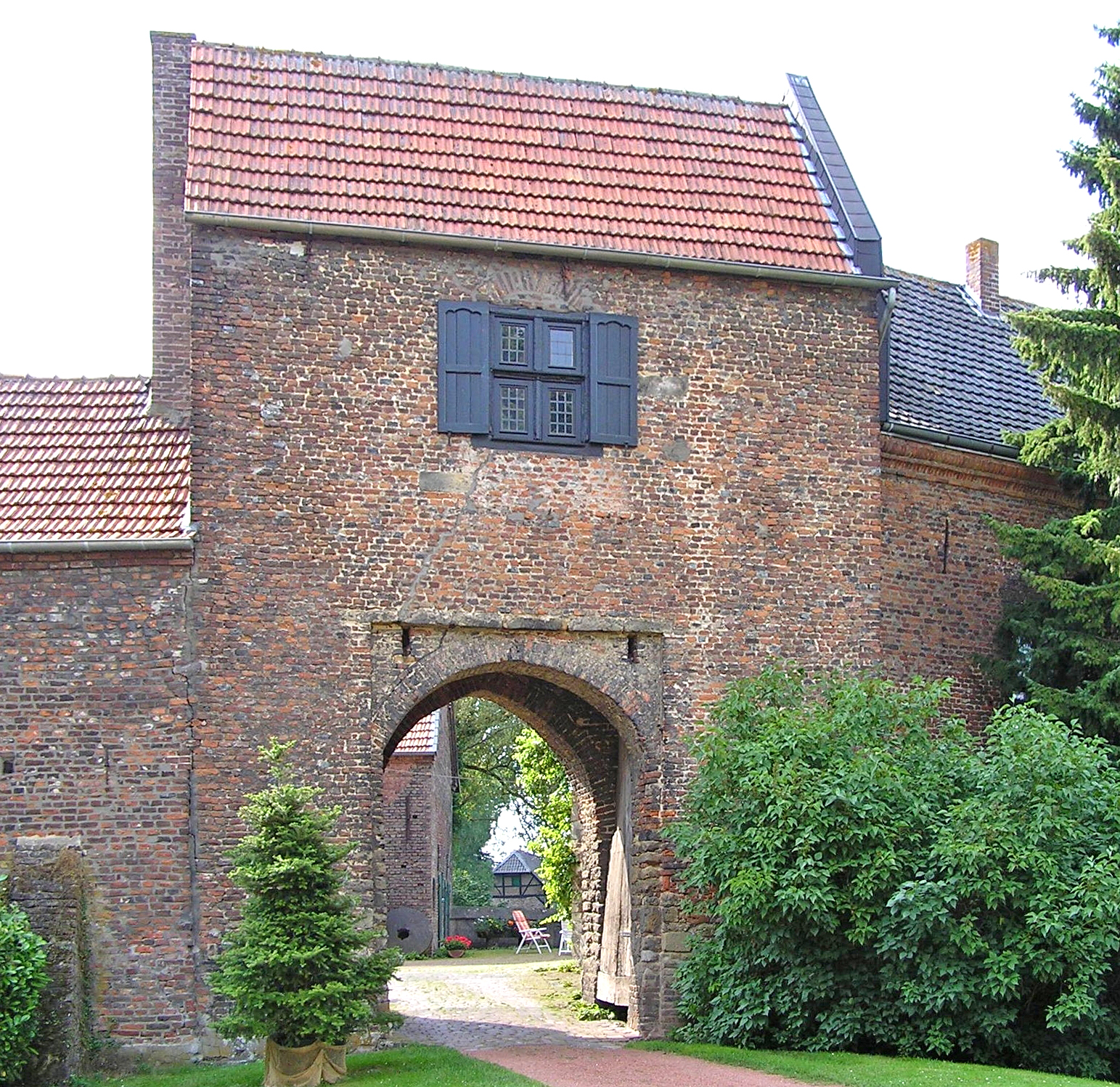
Burg (Schermbeck)
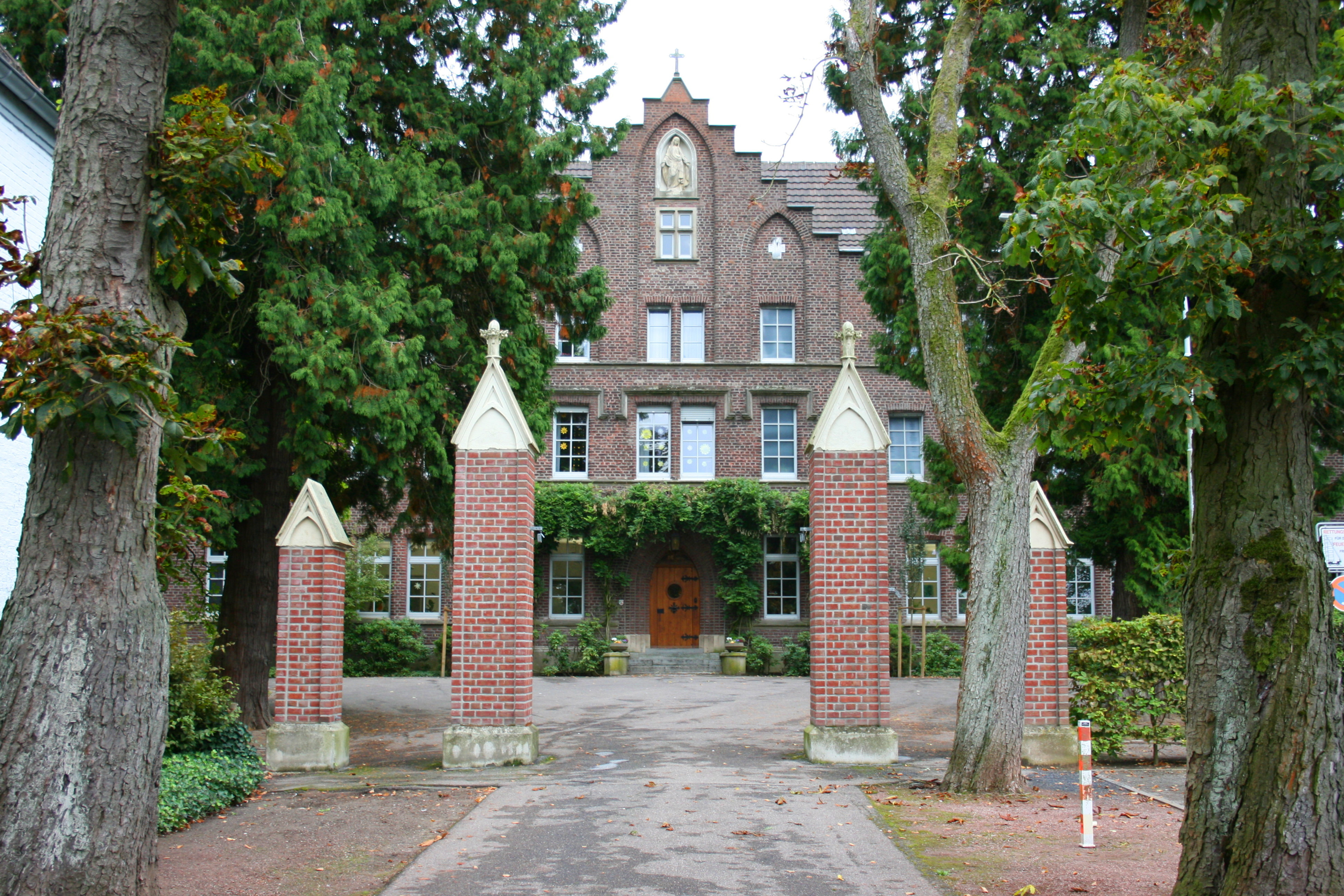
Kloster Sankt Bernardin Hamb (Sonsbeck)
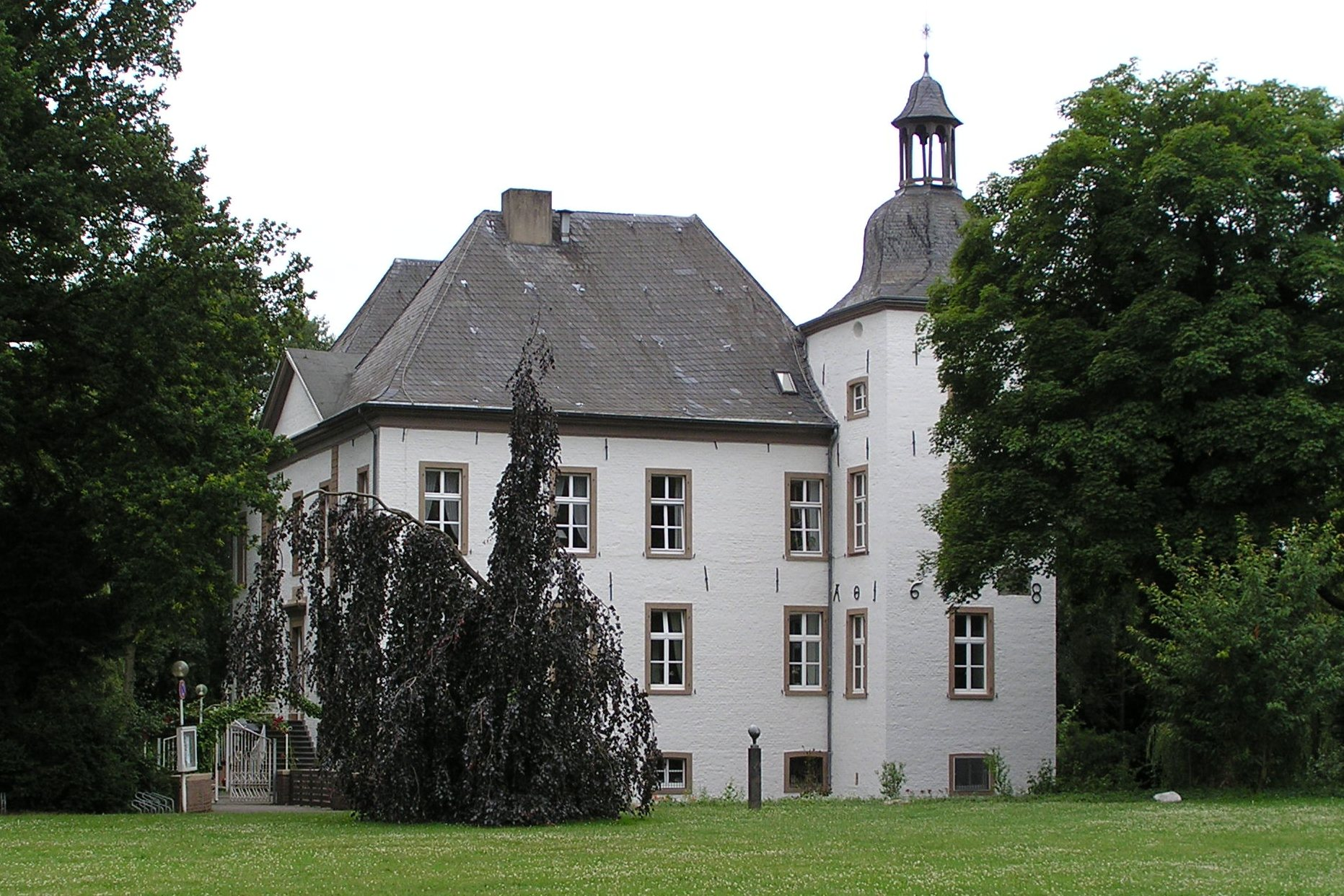
Haus Voerde (Voerde (Niederrhein))
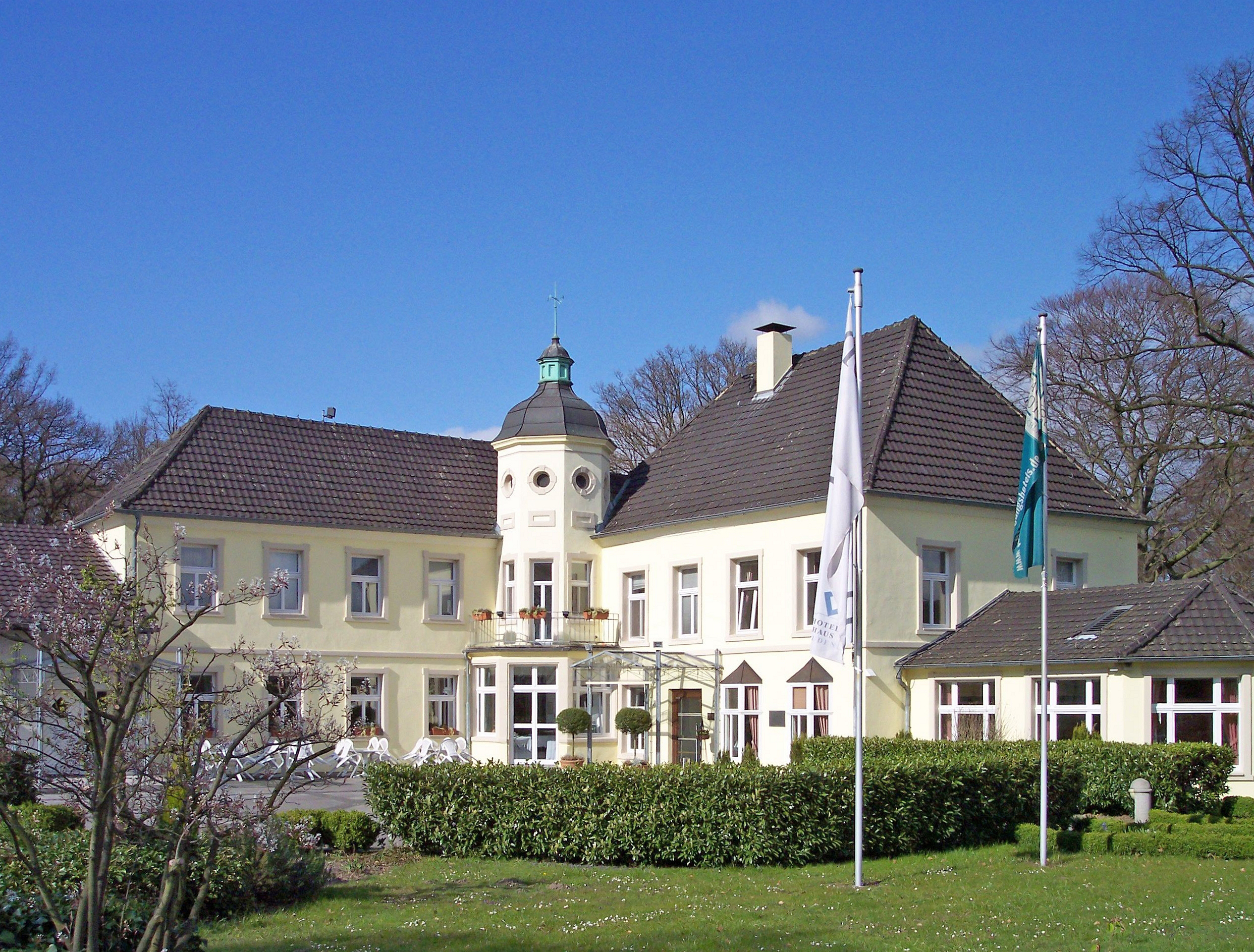
Gut Bossigt (Geburtshaus Duden) Obrighoven (Lackhausen) (Wesel)
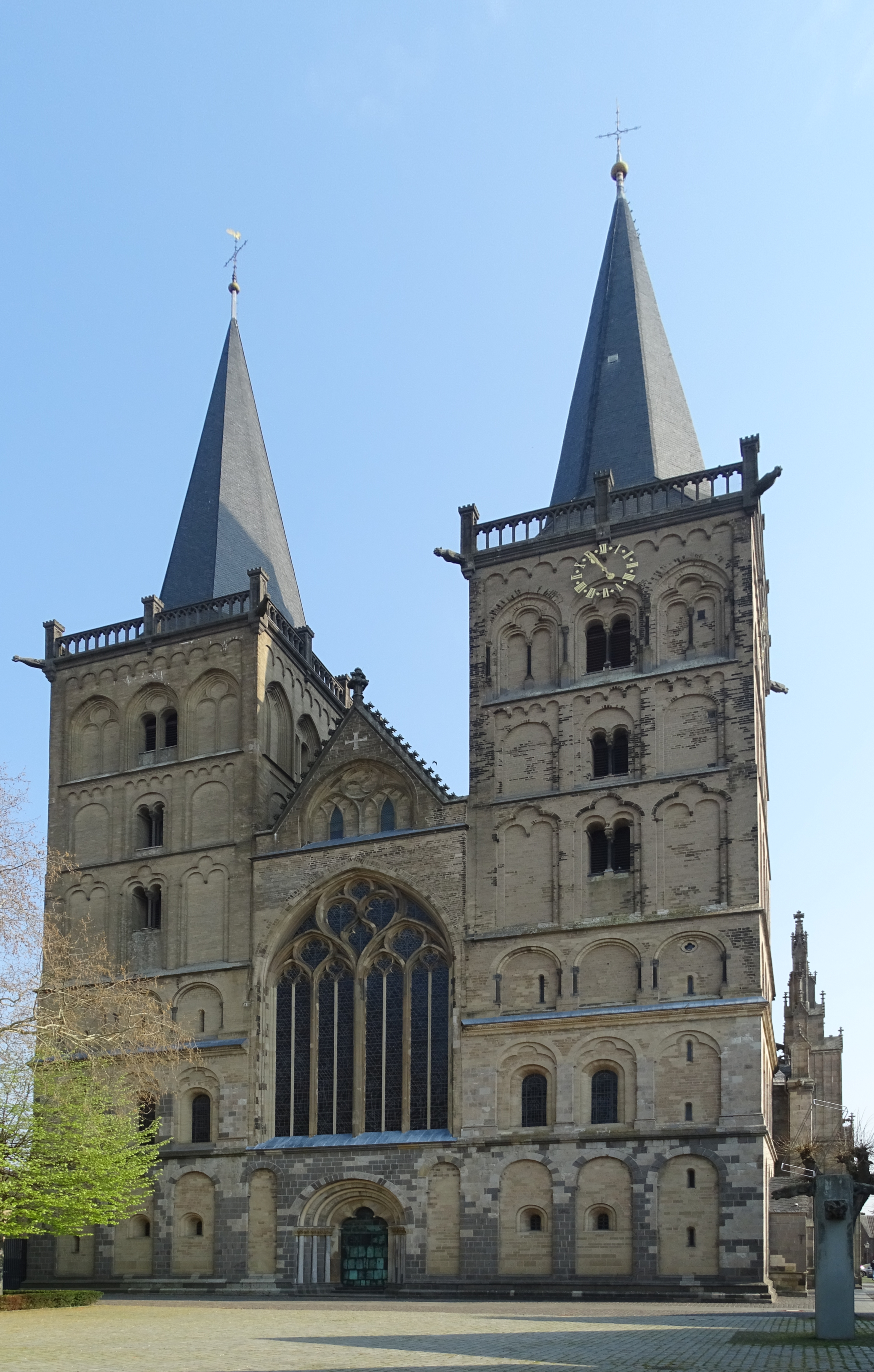
Dom (Xanten)
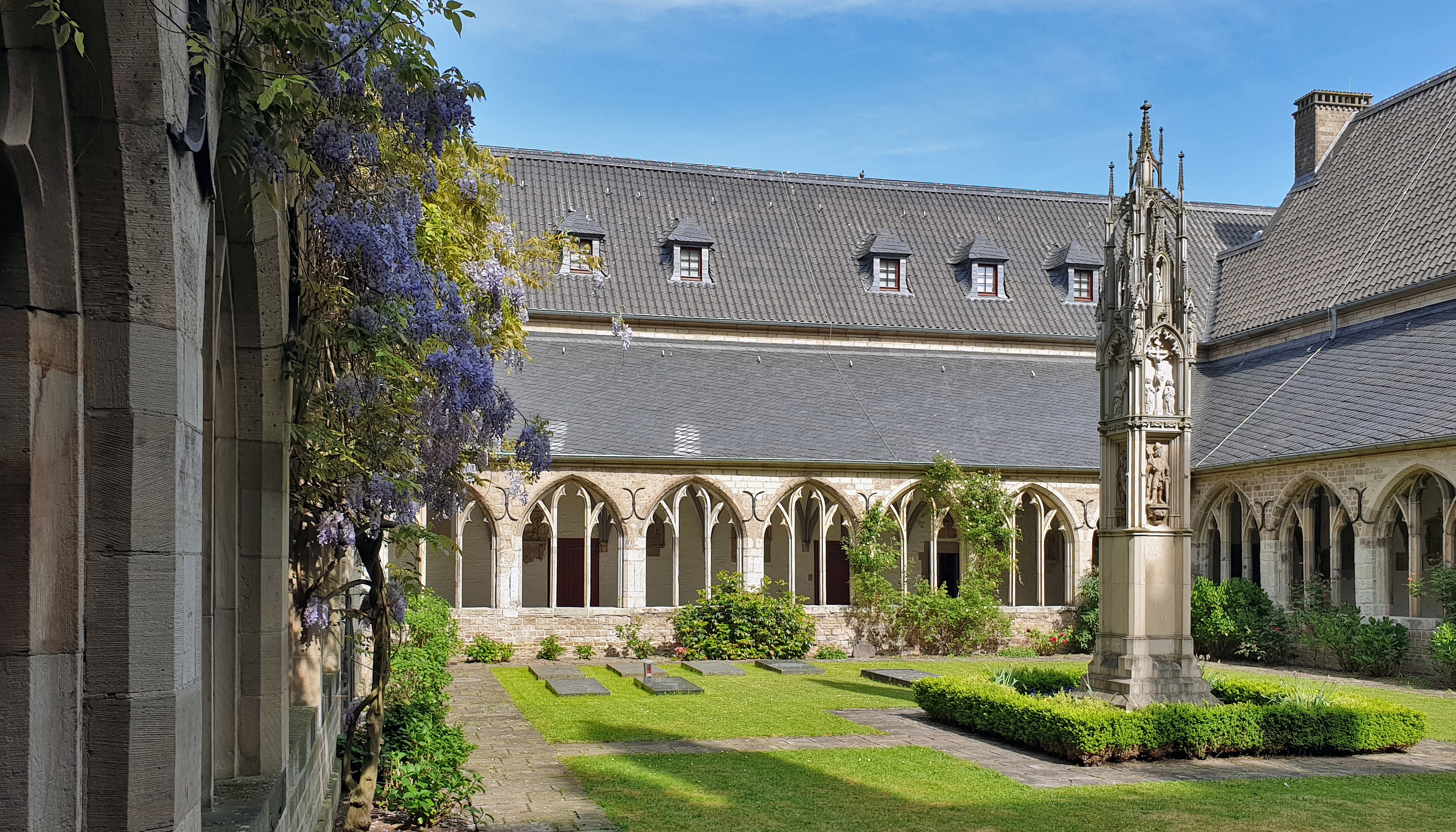
Dom Kreuzgang (Xanten)
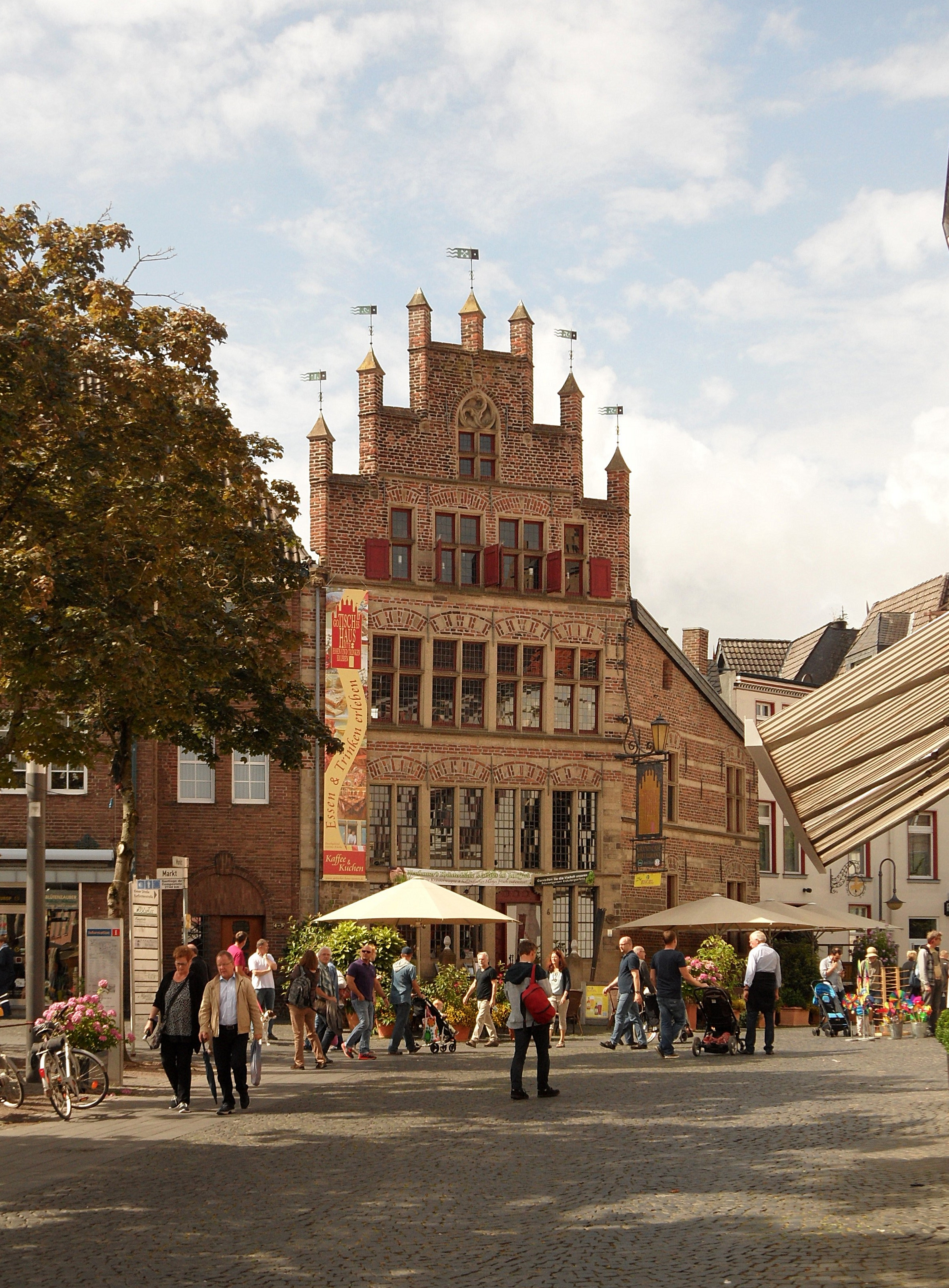
Gotisches Haus (15. J.) (Xanten)